# Małgorzata Polańska
Małgorzata Polańska-Szostakowska – polska reżyser dźwięku i producentka muzyczna muzyki poważnej, współwłaścicielka wydawnictwa płytowego Dux.

## Życiorys
Jest absolwentką Zespołu Szkół Muzycznych nr 1 w Warszawie oraz Wydziału Reżyserii Dźwięku Akademii Muzycznej im. Fryderyka Chopina w Warszawie.
W 1992 wraz z Lechem Tołwińskim założyła wytwórnię fonograficzną Dux, która w ciągu 25 lat działalności wydała kilkaset płyt, głównie z muzyką klasyczną.
Jej dokonania były wielokrotnie nagradzane i wyróżniane różnymi nagrodami, m.in. Fryderykami.
Jest członkiem Akademii Fonograficznej ZPAV